# حق التصويت في سنغافورة

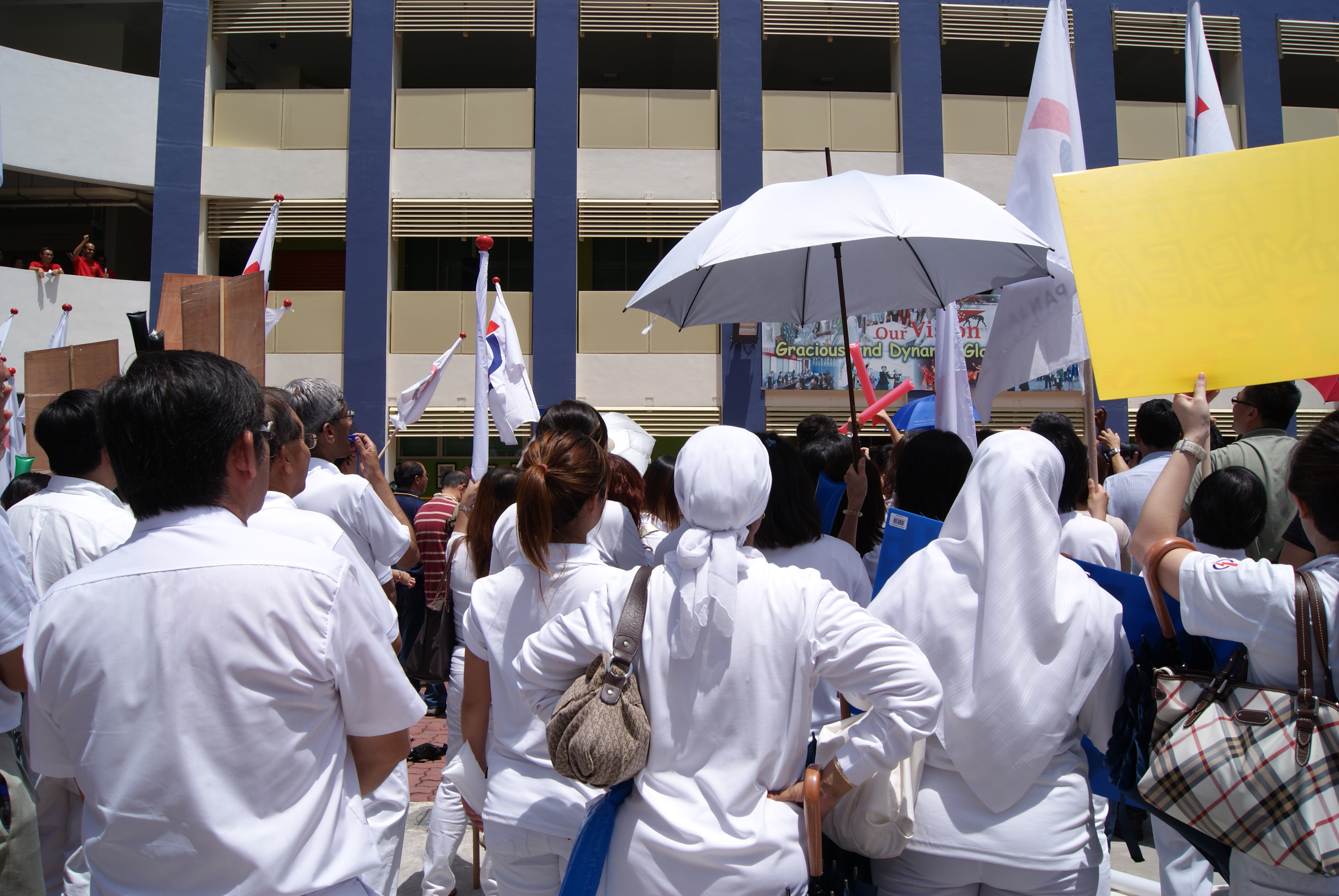

لم يذكر الحقّ في التصويت في سنغافورة بشكل صريحٍ في دستورها، ولكنّ الحكومة أعربت عن رأي مفاده أنه يمكن الاستدلال على هذا الحقّ من كون سنغافورة دولة ديمقراطية تمثيلية وكذلك من بعض الأحكام الدستورية منها المادتين 65 و66 اللتين تضمنان شروطًا لتفويض البرلمان وحلّه وإجراء انتخابات عامة. وقال وزير العدل كاسيفواناثان شانموغام حول ذلك أثناء خطابه في البرلمان عام 2009 أن حق التصويت لا يمكن أن يكون مجرد امتياز لأن ذلك يعني وجود مؤسسة أعلى من المواطنين المخولين بمنح هذا الامتياز، ولكن لا توجد مؤسسة من هذا القبيل في بلد حر. وفي عام 1966، دعت لجنة دستورية برئاسة قاضي القضاة وي تشونغ جين إلى ترسيخ الحق في التصويت في إطار الدستور، ولكن البرلمان لم ينظر في ذلك أثناء جلسته في ذلك اليوم. وعندما تكرر هذا الاقتراح مرة أخرى خلال المناقشة البرلمانية عام 2009، ارتأت الحكومة أن ترسيخ هذا الحقّ غير ضروري.
وفي قضية تاو تشنغ ضد النائب العام (1998)، قالت المحكمة العليا أن التصويت امتياز وليس حقًّا. وقال الاكاديمى القانوني ثيو لي أن المحكمة إذا ما طلب منها تقرير القضية فإنها قد تستدل على وجود حق التصويت في الدستور من نصه وهيكله ومن حقيقة أنه تعديل لنظام ويستمنستر للديمقراطية. وإذا تبين أن الحق في التصويت ضمني في الدستور، فإن السلطة القضائية ستكون أقدر على حماية الحق عندما تنشأ القضايا أمام المحاكم.
وينظم قانون الانتخابات البرلمانية وقانون الانتخابات الرئاسية ممارسة حق التصويت، ويحدد إجراءات الانتخابات البرلمانية والرئاسية في سنغافورة. هذه قوانين عادية يمكن تغييرها بأغلبية بسيطة في البرلمان. ويحق لجميع المواطنين السنغافوريين الذين لا تقل أعمارهم عن 21 عامًا في تاريخ توقف تسجيل الناخبين (1 يناير من سنة معينة) والمقيمين عادة في البلد، التصويت في كل من الانتخابات البرلمانية والرئاسية. ويجري حاليًّا تفعيل نظام صوت واحد لشخص واحد، ولكن في عام 1994، اقترح رئيس الوزراء السابق لي كوان يو أن يحصل الأشخاص الذين تتراوح أعمارهم بين 35 و 60 سنة المتزوجون ولديهم أطفال على صوتين وذلك بسبب مسؤولياتهم ومساهماتهم الكبيرة في المجتمع. وأُجري تصويت خارج البلاد في 2001 وأُجري التصويت الأول خلال الانتخابات العامة في عام 2006.
ويستبعد الشخص من التصويت في ظروف محددة، منها: عند المشاركة في أفعال لا تتفق مع كونه مواطنًا سنغافوريًا، أو كونه غير سليم العقل، أو السجن لارتكابه جريمة جنائية. ولم تصبح دستورية الأحكام القانونية التي تحرم السجناء من حق التصويت قضيّةً في سنغافورة بعد، رغم أنها كانت مثيرة للجدل عند بعض السلطات القضائية الأجنبية.

## خلفية عامّة
يشكل الحقّ في التصويت أساس الديمقراطية التمثيلية، أي الديمقراطية القائمة على أساس أن المواطنين ينتخبون مجموعة من الناس لتمثيل مصالحهم. إن مختلف نماذج الحكم التي تندرج تحت المصطلح العام «الديمقراطية التمثيلية»، أي نماذج الحماية والمشاركة والنخبة، تستند جميعها إلى المبدأ الأساسي المتمثل في المساواة في الحقوق، بما في ذلك الحق في التصويت.
وقد أشار جون ستيوارت مل إلى «الحكومة الشعبية» على أنها «السلطة المسيطرة العليا في المجتمع بأكمله»، في حين أكد إدموند بيرك أن لديه رغبة لإنشاء حكومة ذات مصلحة عامة موحدة. إن اختياراتهم تمكن إرادة الشعب من السيطرة على مدى قوة الحكومات وديمومتها، وبالتالي حماية حقوق المجتمع ومصالحه.
قال توماس بين، وهو أحد مؤسسي الولايات المتحدة أن حق التصويت أمر حاسم في حماية الحريات الفردية. واصفًا إياه بأنه أحد الحقوق الشخصية للفرد، وأعرب عن رأي مفاده أن «انتزاع هذا الحق هو إرجاعٌ للإنسان إلى العبودية»، وكان رأي بين أنه لا يوجد أي مبرر لحرمان الأفراد من حقهم في التصويت، سواء بسبب العرقي أو الدين أو الانتماء السياسي. ويرى أن الحق في التصويت موجود في مختلف القوانين الدولية مثل المادة 21 من الإعلان العالمي لحقوق الإنسان.
لا يرد مصطلح الديمقراطية التمثيلية في دستور سنغافورة. ومع ذلك، قد يتم مضاهاة النهج الذي تتبعه المحكمة العليا في أستراليا في الدستور الأسترالي. في قضية لانغي ضد هيئة الإذاعة الأسترالية عام 1997، استدلت المحكمة أن الدستور يجسّد نظامًا للحكم التمثيلي والمسؤول من عدة بنود، بما في ذلك البنود التي تتطلب إجراء انتخابات دورية لاختيار أعضاء مجلسي الشيوخ والنواب، وبالمثل، ينص دستور سنغافورة على إمكانية حل البرلمان من قبل رئيس الوزراء عند ظروف معينة، ويُحلّ تلقائيًا بحكم القانون بعد خمس سنوات من تاريخ انعقاد أول جلسة له. يجب إجراء انتخابات عامة في غضون ثلاثة أشهر من تاريخ حل البرلمان. وينص الدستور أيضًا على أن «ينتخب مواطنو سنغافورة الرئيس وفقًا لأي قانون يصدر عن الهيئة التشريعية» ، ويتطلب إجراء انتخابات فترة ثلاثة أشهر فقط قبل انقضاء فترة ولاية شاغل المنصب أو، إذا شغر المنصب قبل تاريخ الانقضاء في غضون ستة أشهر من تاريخ شغوره. بالإضافة إلى بيان سنغافورة الوارد في اتفاقية استقلالها الذي دخلت فيه حكومتا ماليزيا وسنغافورة من أجل الفصل بينهما، أعلن رئيس الوزراء آنذاك لي كوان يو باسم الشعب والحكومة أنه اعتبارًا من 9 أغسطس 1965 «ستكون سنغافورة إلى الأبد دولة ديمقراطية ومستقلة ذات سيادة ...».

## وضع وحالة الحقّ

### من وجهة النظر القضائيّة
في قضية تاو تشنغ ضد النائب العام عام 1998، أعربت المحكمة العليا عن رأي مفاده أن الحق في التصويت لا يتمتع بمركزية دستورية وأنه مجرد امتياز.

### من وجهة نظر الحكومة
نوقش الوضع القانوني لحق التصويت في البرلمان في 16 مايو 2001 بناء على طلب تأجيل قدمه عضو البرلمان غير المنتخب جوشوا بنجامين جيارتنام. وقال أن حق التصويت محمي بموجب بند حرية التعبير المنصوص عليه في المادة 14 من دستور سنغافورة.

## مقترحات للتعبير عن الحق في الدستور

### اللجنة الدستورية 1966
وفي 18 يناير 1966، وبعد استقلال سنغافورة بفترة وجيزة، عيّن الرئيس لجنة دستورية برئاسة قاضي القضاة وي تشونغ جين للنظر في كيفية حماية حقوق الأقليات العرقية واللغوية والدينية في الدولة الناشئة، وأوصت اللجنة في تقريرها الصادر بتاريخ 27 أغسطس 1966 بترسيخ الحق في التصويت بوصفه «حقًّا أساسيًّا» في شكل «الحق في انتخاب حكومة من اختيارهم على النحو المبين في الانتخابات العامة التي تجرى على فترات دورية معقولة عن طريق التصويت» وكان المبرر الرئيسي لهذا الاقتراح هو ثقافة الديمقراطية الوليدة أو غير الناضجة نسبيًا في دولة مستقلة حديثة «لم يتجاوز عمرها سنة واحدة».

### المناقشة البرلمانية عام 2009
وخلال المناقشة البرلمانية عام 2009 بشأن الحق في التصويت، اقترح تيو لي آن أن ينص الدستور على هذا الحق تحديدًا لتفادي أي شكوك. وقال إن ترسيخ الحق في التصويت من خلال مادة في الدستور سيتيح الفرصة لحمايته. ونظرًا إلى أنه قانون عادي، يمكن تعديله بأغلبية برلمانية بسيطة من قبل الحكومات المقبلة التي تسعى إلى تعديل أو تقييد حقوق التصويت. وقال تيو إن التعبير عن حق التصويت بوضوح في الدستور من شأنه أن يسمح بحماية جوانب من هذا الحق مثل سرية الناخبين ومساواة الأصوات من التلاعب غير العادل.
غير أن وزير العدل صرّح بأن الحكومة ترى أن الحق في التصويت حق ضمني في الدستور، وأنه ليس من الضروري تعديل الدستور لينصّ بشكل صريحٍ على هذا الحق.